# Suezichthys gracilis
 Suezichthys gracilis és una espècie de peix de la família dels làbrids i de l'ordre dels perciformes.

## Morfologia
Els mascles poden assolir els 16 cm de longitud total.

## Distribució geogràfica
Es troba a Corea, Japó, Taiwan, Vietnam, Nova Caledònia, Austràlia i el Golf Pèrsic.